# Debi Derryberry
Debi Derryberry est une actrice américaine née le 27 septembre 1967.

## Voxographie

### Cinéma
- 1986 : Le Château dans le ciel (Tenkû no shiro Rapyuta)
- 1992 : Porco rosso (Kurenai no buta) : voix additionnelle
- 1992 : Aladdin : voix additionnelle
- 1995 : Babe, le cochon devenu berger (Babe) : Puppy
- 1995 : Toy Story : voix additionnelle
- 1996 : Tenchi Muyo! In Love : Ryo-Ohki
- 1997 : Hercule (Hercules) :voix additionnelle
- 1998 : Pocahontas 2 : Un monde nouveau (Pocahontas II: Journey to a New World) (vidéo) : voix additionnelle
- 1998 : 1 001 Pattes (A Bug's Life) : voix additionnelle
- 1999 : Tenchi Muyo! In Love 2: Haruka naru omoi : Ryo-Ohki / Haruna
- 1999 : Gen 13 (vidéo) : voix additionnelle
- 1999 : Tarzan : voix additionnelle
- 1999 : Hantise (The Haunting) : Children
- 1999 : Nuttiest Nutcracker (vidéo) : Marie et Fritz
- 1999 : Toy Story 2 : voix additionnelle
- 2000 : Whispers: An Elephant's Tale : Whispers
- 2000 : Vampire Hunter D: Bloodlust : Girl
- 2001 : La Belle et le Clochard 2 (Lady and the Tramp II: Scamp's Adventure) (vidéo) : Annette
- 2001 : Ghost World : Rude Coffee Customer
- 2001 : Jimmy Neutron: Un garçon génial (Jimmy Neutron: Boy Genius) : James 'Jimmy' Isaac Neutron
- 2003 : The Second Renaissance Part I : Kid
- 2003 : Le Petit Monde de Charlotte 2 (Charlotte's Web 2: Wilbur's Great Adventure) (vidéo) : Fern
- 2003 : Jimmy Neutron's Nicktoon Blast : Jimmy Neutron
- 2003 : Animatrix (The Animatrix) (vidéo) : Kid (segment The Second Renaissance, Part II)
- 2003 : The Second Renaissance Part II : Kid
- 2003 : Frère des ours (Brother Bear) : voix additionnelle
- 2004 : Comic Book: The Movie (vidéo) : Debby Newman
- 2004 : La ferme se rebelle (Home on the Range) : voix additionnelle
- 2006 : L'Âge de glace 2 (Ice Age: The Meltdown) : Diatryma Mom
- 2006 : The Wild : voix additionnelle
- 2013 : Legends of Oz: Dorothy's Return de Will Finn et Dan St. Pierre (en) : Stenographer
- 2017 : Monster High : Draculaura

### Télévision
- 1988 : Hey, Vern, It's Ernest! (série télévisée) : Various
- 1990 : Peter Pan et les Pirates (Peter Pan and the Pirates) (série télévisée) : Fée Clochette
- 1990 : Super Baloo (TaleSpin) (série télévisée) : voix additionnelle
- 1990 : Archie: To Riverdale and Back Again (TV) : Midge Mason
- 1990 : Le Monde de Bobby (Bobby's World) (série télévisée) : Jackie
- 1991 : Taz-Mania, le diable de Tasmanie (Taz-Mania) (série télévisée) : Jake Tasmanian Devil
- 1993 : Problem Child (série télévisée) : voix additionnelle
- 1994 : Life with Louie: A Christmas Surprise for Mrs. Stillman (TV) : Jeannie
- 1995 : Life with Louie (en) (série télévisée) : Jeannie
- 1995 : What a Mess (série télévisée) : Daughter
- 1996 : Jumanji (série télévisée) : Judy Shepherd
- 1999 : The Kids from Room 402 (série télévisée) : Melanie
- 2000 : Mona le vampire (Mona the Vampire) (série télévisée) : Poucinette
- 2002 : Commander Cork (série télévisée) : Petey / Inner Child / Nymphs
- 2004 : The Jimmy Timmy Power Hour (TV) : Jimmy Neutron
- 2004 : Jimmy Neutron: You Bet Your Life Form (TV) : Jimmy Neutron / Alien Actress / Alien Woman
- 2005 : Jimmy Neutron: Attack of the Twonkies (TV) : Jimmy Neutron
- 2006 : The Jimmy Timmy Power Hour 2: When Nerds Collide (TV) : Jimmy Neutron
- 2006 : The Jimmy Timmy Power Hour 3: The Jerkinators! (TV) : Jimmy Neutron
- 2015 : Smile PreCure! : Candy (doublage anglophone)
- 2017 : Glitter Force Doki Doki : Maya (personnage principal) (doublage anglophone

### Jeux vidéo
- Coco Bandicoot : Crash Bandicoot : la Vengeance de Cortex, Crash Nitro Kart, Crash TwinSanity, Crash Tag Team Racing, Crash of the Titans, Crash: Génération Mutant, Crash Bandicoot: N. Sane Trilogy
- White Knight Chronicles : Rocco (Papitaure)